# Sant Julià de Bussac
Sant Julià de Bussac fou l'església del veïnat desaparegut vallespirenc de Bussac, del terme comunal de Reiners, a la Catalunya del Nord.
Estava situada al nord-oest del terme de Reiners, a l'esquerra del Tec, prop d'on hi desemboca la Ribera Ampla, en el lloc on ara es dreça el Mas d'en Rigall.
Aquesta església fou una de les primeres cel·les monàstiques creades per Santa Maria del Vallespir (Santa Maria d'Arles). És citada el 820 en un precepte de Lluís el Piadós: ecclesiam Sancti Juliani super Buciacum rivolum. Se sap que era sufragània de Sant Martí de Palaldà.